# Per Stierncrantz
Per Stierncrantz, tidigare Roman, född 1630 i Värmland, död 1682, var en svensk generalguvernementskamrer.

## Biografi
Per Stierncrantz föddes 1630 i Värmland. Han var son till landsbokhållaren Arvid Persson Roman och Anna Jönsdotter. Stierncrantz blev 31 mars 1663 generalguvernementskamrer i Ingermanland och adlades 16 februari 1674 till Stierncrantz. Han introducerades i Sveriges Riddarhus 1675 som nummer 854. Stierncrantz tog avsked från sin tjänst som generalguvernementskamrer 30 juni 1678 och avled 1682.

### Familj
Stierncrantz gifte sig första gången 1661 med Christina Bergenfeldt, dotter till räntmästaren Peder Bergenfeldt och Catharina Dundie. De fick tillsammans överstelöjtnanten Arvid  Stierncrantz (1662–1740).
Stierncrantz gifte sig andra gången 1665 med Ingeborg Skraggensköld, dotter av ståthållaren Simon Skraggensköld och Sara Persdotter. De fick tillsammans barnen Carl Johan Stierncrantz, kaptenen Harald Adolf Stierncrantz i fransk tjänst och kaptenen Simon Gustaf Stierncrantz i Riga.
Stierncrantz gifte sig tredje gången 1674 med Eva Furumarck, dotter till krigskommissarien Erik Furumarck och Margareta Ulfvenklou. De fick tillsammans barnen en dotter, fänriken Erik Johan Stierncrantz i fransk tjänst, kaptenen Gert Lennart Stierncrantz i holländsk tjänst, Alexander Stierncrantz, friherren Pehr Stierncrantz (1681–1737), Ingeobrg Christina Stierncrantz (född 1682) som var gift med kaptenen Carl Magnus Reiher och direktören Peter Piccard och Sara Juliana Stierncrantz (1683–1757) som var gift med kaptenen Henrik Boisman vid Tavastehus läns infanteriregemente.